# Itzan Escamilla
Itzan Escamilla Guerrero (Madrid, 31 ottobre 1997) è un attore spagnolo, noto per il suo ruolo di Samuel Garcia nella serie televisiva spagnola Élite, distribuita da Netflix.

## Biografia
Ha studiato recitazione a Madrid, alla scuola Cristina Rota.
Ha lavorato alla serie televisiva spagnola Víctor Ros (2016), nella quale ha interpretato il ruolo di Joan. In seguito ha partecipato ad alcuni episodi di serie tv come Centro médico, Seis hermanas e El final del camino. Nel 2017 ha fatto una piccola parte nella serie di narrativa storica El Ministerio del Tiempo, incarnando il personaggio di Simón Bolívar.
Ha interpretato Francisco da giovane nella serie Las chicas del cable, trasmessa da Netflix nel 2017. Nel 2018, insieme alle attrici Malena Alterio e Belén Cuesta, ha lavorato alla commedia The Parallel Universes del drammaturgo americano David Lindsay-Abaire.
Tra il 2018 e il 2022 fa parte del cast di Élite, serie televisiva distribuita da Netflix, nei panni di Samuel Garcia, ruolo che gli dà una notevole visibilità internazionale.

## Filmografia

### Cinema
- Planeta 5000, regia di Carlos Val (2019)
- Chaval, regia di Jaime Olías - cortometraggio (2021)

### Televisione
- Seis hermanas – serie TV, 1 episodio (2016)
- Centro médico – serie TV, 1 episodio (2016)
- Víctor Ros – serie TV, 7 episodi (2016)
- El final del camino – serie TV, 2 episodi (2017)
- El ministerio del tiempo – serie TV, 1 episodio (2017)
- Le ragazze del centralino (Las chicas del cable) – serie TV, 3 episodi (2017)
- Élite – serie TV, 40 episodi (2018-2022)
- Élite - storie brevi (Élite - historias breves) – miniserie TV, 6 episodi (2021)

## Doppiatore
- Memorie di Idhun (Memorias de Idhún) – serie TV, 10 episodi (2020-2021)

## Doppiatori italiani
Nelle versioni in italiano dei suoi lavori, Itzan Escamilla è stato doppiato da:
- Stefano Broccoletti in Élite, Élite - Storie brevi
- Mirko Cannella in Victor Ros